# Bessie Brown
Bessie Brown (* 2. März 1890 in Cleveland; † 12. November 1955; auch bekannt als „The Original“ Bessie Brown) war eine amerikanische Jazz- und Bluessängerin.
In den 1920er Jahren trat Brown in mehreren Revues als Sängerin und Travestiekünstlerin auf. Ihre erste Schallplatte veröffentlichte sie 1925 bei Pathé, bis 1929 folgten dreiundzwanzig weitere. Begleitet wurde sie bei ihren Aufnahmen von bekannten Musikern wie Thomas Morris, Rex Stewart, Charlie Irvis, Charlie Green, Coleman Hawkins, Buster Bailey, Clarence Holiday, Clarence Williams und Fletcher Henderson. Einige ihrer Stücke wurden unter den Pseudonymen Sadie Green und Caroline Lee herausgebracht.
Brown zog sich 1932 aus dem Showgeschäft zurück und starb 1955 an einem Herzinfarkt. Sie hatte drei Kinder.